# The Hard Hours
The Hard Hours – tomik wierszy amerykańskiego poety Anthony’ego Hechta, opublikowany w 1967, wyróżniony Nagrodą Pulitzera w dziedzinie poezji za 1968. Wiersze zebrane w tomiku bazują na przeżyciach autora z czasów II wojny światowej, gdy służył jako żołnierz w Europie. The Hard Hours był drugim zbiorkiem autora po A Summoning of Stones.